# District de Kulm
Le district de Kulm est un district du canton d'Argovie dont le chef-lieu est Unterkulm.
Le district compte 16 communes pour une superficie de 101,35 km2 et une population de 44 342 habitants (en 2022).
Avec 78,35 % de oui, le district marque l'adhésion la plus massive du pays à l'initiative populaire « Contre la construction de minarets » lors des votations fédérales du 29 novembre 2009.

## Communes
| Nom            | N° OFS | Population (décembre 2022) |
| -------------- | ------ | -------------------------- |
| Beinwil am See | 4131   | +003 477,                  |
| Birrwil        | 4132   | +001 357,                  |
| Dürrenäsch     | 4134   | +001 348,                  |
| Gontenschwil   | 4135   | +002 124,                  |
| Holziken       | 4136   | +001 681,                  |
| Leimbach       | 4137   | +000502,                   |
| Leutwil        | 4138   | +000742,                   |
| Menziken       | 4139   | +006 779,                  |
| Oberkulm       | 4140   | +002 863,                  |
| Reinach        | 4141   | +009 216,                  |
| Schlossrued    | 4142   | +000840,                   |
| Schmiedrued    | 4143   | +001 159,                  |
| Schöftland     | 4144   | +004 520,                  |
| Teufenthal     | 4145   | +001 738,                  |
| Unterkulm      | 4146   | +003 519,                  |
| Zetzwil        | 4147   | +001 382,                  |
| Total          | Total  | +044 342,                  |